# Players Tour Championship
Players Tour Championship – cykl 12 turniejów snookerowych. Po raz pierwszy rozegrany został w sezonie 2010/2011. Może brać w nich udział maksymalnie 128 zawodników.

## Historia turnieju
Cykl 12 turniejów Players Tour Championship został zainaugurowany w sezonie 2010/2011. 6 z nich rozgrywanych jest w Snooker Academy w Sheffield, 4 z nich na terenie Niemiec, zaś po jednym w Czechach i Belgii. Każdy turniej trwa 3 dni. Bierze w nim udział 128 zawodników: 96 profesjonalistów i 32 amatorów.
W pierwszym sezonie rozgrywania tego cyklu (2010/2011), 6 turniejów, które rozegrane zostały w Sheffield, sponsorowane były przez Star Xing Pai.
Udział w każdym turnieju kosztuje każdego zawodnika 100 £.
Wszystkie turnieje całego cyklu rozgrywane są od czerwca do finałów w marcu. W marcowych finałach grać będzie 24 zawodników, którzy we wszystkich turniejach cyklu zarobili najwięcej pieniędzy i zagrali w przynajmniej 6 turniejach cyklu.
W odróżnieniu od rozgrywanego wcześniej na podobnych zasadach International Open Series, ten cykl turniejów daje zawodnikom z Main Touru punkty rankingowe.
Zwycięzcy poszczególnych turniejów wygrywają także nagrodę pieniężną w wysokości 10 000 £. Zwycięzca turnieju finałowego zaś otrzymuje 60 000 £.

## Nagrody

### Nagrody finansowe
Zwycięzca: 10 000 £

II miejsce: 5000 £
Półfinalista: 2500 £

Ćwierćfinalista: 1500 £
Ostatnia 16: 1000 £

Ostatnia 32: 600 £

Ostatnia 64: 200 £

### Punkty rankingowe
Zwycięzca: 2000

II miejsce: 1600
Półfinalista: 1280

Ćwierćfinalista: 1000
Ostatnia 16: 760

Ostatnia 32: 560

Ostatnia 64: 360

## Zwycięzcy finałów serii turniejów i zwycięzcy rankingu PTC
| Sezon     | Zwycięzca         | II miejsce        | Wynik finału | Zwycięzca rankingu PTC    |
| --------- | ----------------- | ----------------- | ------------ | ------------------------- |
| 2010/2011 | Shaun Murphy      | Martin Gould      | 4−0          | Shaun Murphy              |
| 2011/2012 | Stephen Lee       | Neil Robertson    | 4−0          | Judd Trump                |
| 2012/2013 | Ding Junhui       | Neil Robertson    | 4−3          | Mark Selby Stuart Bingham |
| 2013/2014 | Barry Hawkins     | Gerard Greene     | 4−0          | Mark Allen Liang Wenbo    |
| 2014/2015 | Joe Perry         | Mark Williams     | 4−3          | Shaun Murphy Joe Perry    |
| 2015/2016 | Mark Allen        | Ricky Walden      | 10−6         | Mark Selby                |
| 2016/2017 | Judd Trump        | Marco Fu          | 10–8         | Mark Selby                |
| 2017/2018 | Ronnie O’Sullivan | Shaun Murphy      | 10–4         | Ronnie O’Sullivan         |
| 2018/2019 | Ronnie O’Sullivan | Neil Robertson    | 13–11        | Ronnie O’Sullivan         |
| 2019/2020 | Stephen Maguire   | Mark Allen        | 10−6         | Judd Trump                |
| 2020/2021 | Neil Robertson    | Ronnie O’Sullivan | 10−4         | Judd Trump                |
| 2021/2022 | Neil Robertson    | John Higgins      | 10−9         | Neil Robertson            |
| 2022/2023 | Shaun Murphy      | Kyren Wilson      | 10−7         | Mark Allen                |
| 2023/2024 | Mark Williams     | Ronnie O’Sullivan | 10−5         | Judd Trump                |
| 2024/2025 | John Higgins      | Mark Selby        | 10−8         | Judd Trump                |